# Тонкий диск
Тонкий диск (англ. Thin disk) — компонент структуры некоторых типов галактик. Предполагается, что тонкий диск Млечного Пути в вертикальном направлении простирается до 350 пк (1100 св. лет)  и содержит около  85% звёзд в плоскости галактики. Тонкий диск отличается от толстого диска, поскольку последний состоит в основном из более старых звёзд, образовавшихся на более ранних стадиях формирования галактики. Звёзды тонкого диска, в свою очередь, образуются при аккреции газа на поздних стадиях формирования галактики.
Тонкий диск содержит звёзды в широком диапазоне возрастов и может быть разделён на несколько подтипов населения по степени увеличения возраста. При этом население тонкого диска значительно моложе населения толстого диска.
Согласно данным нуклеохронологии, возраст тонкого диска Галактики оценивается в  8,8 ± 1,7 млрд лет.